# Міжнародна федерація дзюдо
Міжнародна федерація дзюдо (IJF) — керівний орган дзюдо у світі, створений в липні 1951 року. Спочатку складалася з федерацій дзюдо Європи, а також Аргентини. Сьогодні Міжнародна федерація дзюдо нараховує 200 національних федерацій на всіх континентах. Дзюдо займаються понад 40 мільйонів людей по всьому світу.
З 2009 року IJF щорічно організовує чемпіонати світу і світові турніри з дзюдо, серед яких п'ять Гран-прі, чотири Турніри Великого Шолома, і Міжнародний турнір «Мастерс» в кінці кожного року. На цих змаганнях дзюдоїсти можуть поборотися за місце у Рейтингу найкращих дзюдоїстів світу.
Штаб-квартира федерації розташована в Будапешті, Угорщина.

## Президенти IJF
- Альдо Торті, Італія, 1951
- Рісей Кано, син професора Кано Дзігоро, Японія, 1952—1965
- Чарлз Палмер, Велика Британія, 1965—1979
- Сігейосі Мацумае, Японія, 1979—1987
- Саркіс Калогліан, Аргентина, 1987—1989
- Лорі Харгрейв, Нова Зеландія, 1989—1991
- Луїс Багена, Іспанія, 1991—1995
- Йонг Сун Парк, Корея, 1995—2007
- Маріус Візер, Австрія, 2007 — даний час